# Њивица
Њивица (словен. Njivica) је насеље у општини Крањ, Горењска регија, Словенија.

## Историја
До територијалне реорганизације у Словенији била је у саставу старе општине Крањ.

## Становништво
У попису становништва из 2011. године, Њивица је имала 31 становника.
| Број становника према пописима | Број становника према пописима | Број становника према пописима |
| ------------------------------ | ------------------------------ | ------------------------------ |
| 1991                           | 2002                           | 2011                           |
| 25                             | 25                             | 31                             |